# Eleonora Menicucci
Eleonora Menicucci de Oliveira (n. 21 de agosto de 1944 en Lavras, Minas Gerais) es una socióloga y feminista brasileña. Militante histórica por los derechos sociales en los años 70, luchó contra la dictadura cívico-militar y tiene un amplio currículum en defensa de la lucha por la democracia, los derechos humanos y los derechos de las mujeres. De 2012 a 2015 fue Ministra de la Secretaría Especial de Políticas para las Mujeres del gobierno presidencial de Dilma Rousseff. Durante su mandato defendió abiertamente la legalización del aborto y los derechos de las personas homosexuales.

## Biografía
Eleonora es la segunda de seis hijos: cinco mujeres y un hombre, y fue básicamente educada solo por su madre, ya que su padre había fallecido cuando tenía 11 años. Se graduó en 1963 como profesora primaria y se mudó inmediatamente a Belo Horizonte, adhiriéndose al partido comunista. Allí ingresó a la facultad en la carrera de pedagogía, pero a los pocos días decidió abandonarla.
Graduada en ciencias sociales en la Universidad Federal de Minas Gerais, Eleonora es profesora titular de Salud colectiva de la Universidad de San Pablo. Afiliada al Partido de los Trabajadores, pertenece al movimiento feminista, siendo defensora de la legalización del aborto en Brasil.

### Trayectoria en defensa de los derechos de las mujeres
Menicucci ha asumido diferentes responsabilidades en organizaciones sociales en defensa de los derechos de las mujeres en Brasil y participa en diversos grupos de trabajo:
- 1.ª Secretaría Nacional de Mujeres del Partido de los Trabajadores (1983);
- Redacción del Programa de Atención Integral de Salud de la Mujer (PAISM) (1983);
- Cofundación de la Red Nacional Feminista de Salud y Derechos Reproductivos y Sexuales (1991);
- Comisión Intersectorial de Salud de la Mujer (1990-1994);
- Red Nacional Feminista de Salud y Derechos reproductivos, del Consejo Nacional de Salud, vinculado al Ministerio de Salud de Brasil (1990-1994);
- Cofundación y coordinadora de la Casa de Salud de la Mujer «Domingos Delascio» de la Universidad Federal de São Paulo, que atiende a mujeres víctimas de violencia sexual (1998);
- Secretaría Nacional de la Mujer Trabajadora de la Central Única dos Trabalhadores (2003-2007);
- Grupo de Trabajo de Género de la Asociación Brasileña de Posgrado en Salud Colectiva (ABRASCO), creado en 1995 con el fin de contribuir a la enseñanza y la producción de conocimiento sobre el impacto de las desigualdades sociales entre hombres y mujeres en materia de salud (2006-2011);
- Grupo de Estudios sobre el Aborto (GEA), de la Sociedad Brasileña para el Progresso de la Ciencia (SBPC) (2008- )

## Trayectoria en la política
Militante política contraria al Régimen militar de Brasil, mientras cursaba sus estudios universitarios fue parte de la disidencia del Partido Comunista, de la Política Operária (POLOC), y después del Partido Obrero Comunista (POC). En 1967 se casó y se cambió de nombre clandestinamente a «Eleonora de Oliveira Soares» ya que estaba siendo investigada, mudándose luego hacia San Pablo. Participó en la lucha armada, cometiendo asaltos a bancos y supermercados para financiar a guerrilla.
Fue capturada y llevada presa en 1971. Estuvo detenida en la prisión Tiradentes con la otrora militante Dilma Rousseff, quién también había sido su compañera de facultad en Belo Horizonte. En 1973 fue liberada y se trasladó a João Pessoa, en Paraíba, donde inició su carrera como docente en la Universidad Federal de Paraíba.
Fue elegida por la presidenta Dilma Rousseff -excompañera de celda durante la dictadura- para dirigir la Secretaría Especial de Políticas para las Mujeres, desde el 10 de febrero de 2012, reemplazando a Iriny Lopes. El 2 de octubre de 2015 tras una reforma ministerial y administrativa se unieron la Secretaría de Política de Promoción de Igualdad Racial, la Secretaría de Derechos Humanos y la Secretaría de Políticas para las Mujeres convirtiéndose en el Ministerio de las Mujeres, la Igualdad Racial y los Derechos Humanos al frente del cual se sitúa Nilma Lino Gomes. Menicucci pasó a ocupar el cargo de secretaria ejecutiva. El Ministerio tuvo una duración de 5 meses y desapareció en mayo de 2016 con la llegada a la presidencia interina del país de Michel Temer.
En abril de 2016 Menicucci fue la encargada de leer las notas de solidaridad con Dilma Roussef en un acto de respaldo a la presidenta ante el proceso revocatorio y el juicio político contra la mandataria.

## Controversias

### Aborto y derechos de las personas homosexuales
Por defender abiertamente la legalización del aborto y los derechos de la homosexualidad, Eleonora Menicucci recibió algunas críticas, inclusive de aliados del gobierno, como por ejemplo del presidente de la Cámara de Diputados, Marco Maia (PT). El diputado federal Eduardo Cunha (PMDB-RJ), clasificó al nombramiento de la ministra como «un desastre para la imagen del gobierno». Contraponiéndose a dichas opiniones, otras mujeres salieron a apoyar su designación en la secretaría.

### Demanda por denunciar "apología de la violación"
En septiembre de 2016 se enfrentó a una demanda del actor de pornografía Alexandre Frota. La exministra criticó al actor por hacer "apología de la violación" a raíz de unas declaraciones de éste en un programa de televisión en 2015 contando sin muestras de arrepentimiento que había violado a una mujer. Frota exige disculpas y una indemnización algo a lo que la exMinistra Menicucci se ha negado. En septiembre la exministra recibió la solidaridad de grupos brasileños de mujeres que denunciaron a su vez el machismo y la cultura normalizada de la violación en la sociedad brasileña. La audiencia definitiva del caso fue marcada para el 11 de octubre.

## Vida personal
Tiene dos hijos, María y Gustavo.